# Gran Premi del Japó del 2007
El Gran Premi del Japó del 2007 és la quinzena carrera de la  temporada 2007. S'ha disputat el 30 de setembre al circuit de Fuji Speedway.

## Qualificació per la graella de sortida
| Pos | Nom                  | Equip/Motor          | Part 1   | Part 2      | Part 3    |
| --- | -------------------- | -------------------- | -------- | ----------- | --------- |
| 1   | Lewis Hamilton       | McLaren - Mercedes   | 1:25.489 | 1:24.753    | 1:25.368  |
| 2   | Fernando Alonso      | McLaren - Mercedes   | 1:25.379 | 1:24.806    | 1:25.438  |
| 3   | Kimi Räikkönen       | Ferrari              | 1:25.390 | 1:24.988    | 1:25.516  |
| 4   | Felipe Massa         | Ferrari              | 1:25.359 | 1:25.049    | 1:25.765  |
| 5   | Nick Heidfeld        | BMW Sauber           | 1:25.971 | 1:25.248    | 1:26.505  |
| 6   | Jenson Button        | Honda                | 1:26.614 | 1:25.454    | 1:26.913  |
| 7   | Mark Webber          | Red Bull - Renault   | 1:25.970 | 1:25.535    | 1:26.914  |
| 8   | Sebastian Vettel     | Toro Rosso - Ferrari | 1:26.025 | 1:25.909    | 1:26.973  |
| 9   | Robert Kubica        | BMW Sauber           | 1:26.300 | 1:25.530    | 1:27.225  |
| 10  | Giancarlo Fisichella | Renault              | 1:26.909 | 1:26.033    |           |
| 11  | Heikki Kovalainen    | Renault              | 1:27.223 | 1:26.232    |           |
| 12  | David Coulthard      | Red Bull - Renault   | 1:26.904 | 1:26.247    |           |
| 13  | Jarno Trulli         | Toyota               | 1:26.711 | 1:26.253    |           |
| 14  | Vitantonio Liuzzi    | Toro Rosso - Ferrari | 1:27.234 | 1:26.948    |           |
| 15  | Ralf Schumacher      | Toyota               | 1:27.191 | Sense temps |           |
| 16  | Nico Rosberg         | Williams - Toyota    | 1:26.579 | 1:25.816    | 1:26.728* |
| 17  | Rubens Barrichello   | Honda                | 1:27.323 |             |           |
| 18  | Alexander Wurz       | Williams - Toyota    | 1:27.454 |             |           |
| 19  | Anthony Davidson     | Super Aguri - Honda  | 1:27.564 |             |           |
| 20  | Adrian Sutil         | Spyker - Ferrari     | 1:28.628 |             |           |
| 21  | Takuma Sato          | Super Aguri - Honda  | 1:28.762 |             |           |
| 22  | Sakon Yamamoto       | Spyker - Ferrari     | 1:29.668 |             |           |

- Nico Rosberg ha penalitzat 10 posicions per canviar el motor del seu monoplaça.

## Resultats
| Pos | No | Pilot                | Equip                | Voltes | Temps/ Retirada   | Pos. de sortida | Punts |
| --- | -- | -------------------- | -------------------- | ------ | ----------------- | --------------- | ----- |
| 1   | 2  | Lewis Hamilton       | McLaren - Mercedes   | 67     | 2: 00: 34. 579    | 1               | 10    |
| 2   | 4  | Heikki Kovalainen    | Renault              | 67     | + 8.3 s           | 11              | 8     |
| 3   | 6  | Kimi Räikkönen       | Ferrari              | 67     | + 9.4 s           | 3               | 6     |
| 4   | 14 | David Coulthard      | Red Bull - Renault   | 67     | + 20.2 s          | 12              | 5     |
| 5   | 3  | Giancarlo Fisichella | Renault              | 67     | + 38.8 s          | 10              | 4     |
| 6   | 5  | Felipe Massa         | Ferrari              | 67     | + 49.0 s          | 4               | 3     |
| 7   | 10 | Robert Kubica        | BMW Sauber           | 67     | + 49.2 s          | 9               | 2     |
| 8   | 20 | Adrian Sutil         | Spyker - Ferrari     | 67     | + 60.1 s          | 20              | 1     |
| 9   | 18 | Vitantonio Liuzzi    | Toro Rosso - Ferrari | 67     | + 80.6 s          | 14              |       |
| 10  | 8  | Rubens Barrichello   | Honda                | 67     | + 88.3 s          | 17              |       |
| 11  | 7  | Jenson Button        | Honda                | 67     | Suspensions       | 6               |       |
| 12  | 21 | Sakon Yamamoto       | Spyker - Ferrari     | 66     | + 1 Volta         | 22              |       |
| 13  | 12 | Jarno Trulli         | Toyota               | 66     | + 1 Volta         | 13              |       |
| 14  | 9  | Nick Heidfeld        | BMW Sauber           | 65     | Prob. tècnics     | 5               |       |
| 15  | 22 | Takuma Sato          | Super Aguri - Honda  | 65     | Col·lisió         | 21              |       |
| Ret | 11 | Ralf Schumacher      | Toyota               | 55     | Punxada           | 15              |       |
| Ret | 23 | Anthony Davidson     | Super Aguri - Honda  | 54     | Accelerador       | 19              |       |
| Ret | 16 | Nico Rosberg         | Williams - Toyota    | 49     | Prob. electrónics | 16              |       |
| Ret | 19 | Sebastian Vettel     | Toro Rosso - Ferrari | 46     | Col·lisió         | 8               |       |
| Ret | 15 | Mark Webber          | Red Bull - Renault   | 45     | Col·lisió         | 7               |       |
| Ret | 1  | Fernando Alonso      | McLaren - Mercedes   | 41     | Accident          | 2               |       |
| Ret | 17 | Alexander Wurz       | Williams - Toyota    | 19     | Col·lisió         | 18              |       |

- Vitantonio Liuzzi ha penalitzat 25 segons que li han perdre la vuitena posició (i 1 punt) per avançar amb bandera groga.

## Altres
- Pole: Lewis Hamilton, 1: 25. 368
- Volta ràpida: Lewis Hamilton, 1: 28. 193 (Volta 27, 186.259 km/h)

| Cursa anterior: Gran Premi de Bèlgica del 2007 | FIA 2007 Campionat del Món | Cursa Següent: Gran Premi de la Xina del 2007 |
| Anterior G.P.: Gran Premi del Japó del 2006    | Gran Premi del Japó        | Pròxim G.P.: Gran Premi del Japó del 2008     |